# Requiem (Band)
Requiem ist eine Death-Metal-Band aus Siebnen in der Schweiz.

## Geschichte
Die Band wurde 1997 von den Gitarristen Philipp Klauser und Ralph Inderbitzin sowie Schlagzeuger Roger  Kradolfer gegründet. 1998 stiess Michi  Kuster (Gesang, Bass) dazu, und ein erstes Demo mit dem Titel Prophecies of a Dark Millennium wurde aufgenommen; dieses diente jedoch ausschliesslich zu Werbezwecken und wurde nie veröffentlicht. In diesem Jahr fanden auch die ersten Auftritte der Band statt.
Anfang 1999 ersetzte Adi Fuhrer Roger  Kradolfer am Schlagzeug. In diesem Zeitraum wurde laut eigener Aussage der „typische Requiem-Sound geprägt“. In den folgenden Jahren spielte Requiem eine Vielzahl von Shows in Europa; die Band hatte allerdings noch immer keinen Plattenvertrag.
Die erste reguläre Veröffentlichung war eine EP mit dem Titel Nameless Grave, die im März 2001 über das Schweizer Label Fastbeast Entertainment erschien und in der Szene gut aufgenommen wurde. Daraufhin konnte die Band einen Plattenvertrag bei Revenge Productions unterschreiben. Am 28. März 2003 erschien das Debütalbum Formed at  Birth. Zu diesem Zeitpunkt hatte Reto Crola den Posten am Schlagzeug übernommen. Das erfolgreich veröffentlichte Debüt erlaubte es der Band, auf grösseren Festivals zu spielen sowie die Band Messiah als Vorgruppe auf ihrer Tour zu begleiten.
Ende 2003 musste Crola aus beruflichen Gründen die Band zunächst verlassen. Sein Vorgänger wurde daher erneut als Sessionmusiker engagiert. Ausserdem erweiterte Bassist Patrick Hersche von Messiah das Lineup, wodurch Kuster sich nun voll auf seinen Gesang konzentrieren konnte. Im folgenden Jahr verliess Hersche nach einigen Festivalauftritten und einer Tour die Band aus gesundheitlichen Gründen bereits wieder; er wurde durch Ralf Winzer ersetzt.
Das zweite Album Government Denies Knowledge wurde im Jahr 2005 aufgenommen; die Produktion übernahm unter anderem Jean-Francois Dagenais von Kataklysm. Aufgrund dessen wurden einige grössere Labels auf die Band aufmerksam; am Ende kam ein Vertrag mit Massacre Records zustande. Am 27. Januar 2006 wurde das Album schliesslich veröffentlicht, nachdem Requiem im Herbst 2005 Vital Remains auf ihrer Europatour unterstützt hatte.
Ende 2006 wurde das dritte Album bei Andy Classen im Stage One Studio aufgenommen und am 23. März 2007 unter dem Namen Premier Killing League  veröffentlicht. Der Veröffentlichung folgten eine Reihe von Touren durch Europa, während denen Ralf Inderbitzin aus persönlichen Gründen die Band verliess. Requiem machte daraufhin als Quartett weiter und begleitete unter anderem Vader und Belphegor auf ihrer Tour durch das Vereinigte Königreich und die Niederlande. Kurz darauf, im August 2007, wurde das erste Musikvideo zum Stück Premier Killing League vorgestellt. Das Video wurde in der Schweiz vom Fernsehsender SF2 ausgestrahlt.
Im Dezember 2008 wurde das vierte Album Infiltrate… Obliterate… Dominate… wiederum bei Andy Classen aufgenommen. Vor der Veröffentlichung ging Requiem zunächst mit Lividity auf Europatour; ausserdem wechselte die Band zum Label Twilight Vertrieb. Über dieses wurde schliesslich am 31. Juli 2009 das Album veröffentlicht. Ein Musikvideo zu Marked by the Signs of Chaos folgte im Jahr 2010. Requiem steuerte ausserdem den Soundtrack zum Pornofilm Filthy Fucking Friends #1 bei, der im August 2009 erschien.
Im Februar 2010 gab Sänger Kuster bekannt, dass er nach 13 Jahren die Band verlassen werde. Bassist Garcia übernahm daraufhin den Gesang; die Band besteht seitdem nur noch aus drei Mitgliedern.
Das fünfte Studioalbum Within Darkened Disorder erschien am 6. Mai 2011. Die Aufnahmen fanden bereits im Dezember 2010 statt. Es wurde dafür erneut das Stage One Studio von Andy Classen gewählt.
Im Winter 2013 reformierte sich die Band in ihrer alten Besetzung mit Sänger Kuster. Als zweiter Gitarrist kam Matthias Schiemann mit dazu. Ende 2016 wird die Band ein neues Album mit dem Titel Global Resistance Rising aufnehmen.

## Stil
Requiem spielt in erster Linie kompromisslosen Old-School-Death-Metal, der allerdings besonders auf den neueren Alben durch gelegentliche Breaks, Tempovariationen sowie einige ruhigere Zwischenspiele aufgelockert wird. Der grundlegende Stil ist am ehesten dem Florida Death Metal zuzuordnen, zeitweise lassen sich auch Grindcore- oder Thrash-Metal-Einflüsse finden. In Reviews wird die Band oftmals mit Malevolent Creation verglichen. Dabei wird besonders Crolas variables und präzises Drumming sowie der gutturale Gesang von Garcia besonders hervorgehoben.
Die Songtexte behandeln bis zum Album Premier Killing League oft sozialkritische Themen („I, Terrorist“, „The System Has Failed“), was sich auch in der Gestaltung der Plattencover ausdrückt. Gleichzeitig macht die Band aber deutlich, dass Requiem keine politische Band ist. Auch Kritik an der Kirche („The Great Masquerade“) findet ihren Weg in die Texte, neben psychologischen Themen und persönlichen Erfahrungen.
Auf dem vierten Album Infiltrate… Obliterate… Dominate… wird der Fokus mehr auf mystische, historische und philosophische Themen gelegt. So handelt etwa der Song „Marked by the Signs of Chaos“, zu dem auch ein Musikvideo veröffentlicht wurde, vom sogenannten Zodiac-Killer. Diese thematische Richtung drückt sich auch im Plattencover aus, welches von Dan Seagrave gezeichnet wurde und eine eher düster-morbide Atmosphäre vermittelt.

## Diskografie

### Alben
- 2003: Formed at Birth (Revenge Records)
- 2006: Government Denies Knowledge (Massacre Records)
- 2007: Premier Killing League (Massacre Records)
- 2009: Infiltrate… Obliterate… Dominate… (Twilight Vertrieb)
- 2011: Within Darkened Disorder (Twilight Vertrieb)
- 2018: Global Resistance Rising (F.D.A. Records)
- 2021: Collapse Into Chaos (Massacre Records)

### EPs
- 2001: Nameless Grave (Fastbeast Entertainment)

### Musikvideos
- 2007: Premier Killing League
- 2010: Marked by the Signs of Chaos